# Tokugawa Ietsuna

Tokugawa Ietsuna (徳川 家綱), född den 7 september 1641 var den fjärde shogunen i Tokugawashongunatet och regerade mellan 1651 och 1680. Han var Tokugawa Iemitsus äldste son tillsammans med Houjuin.och därmed sonson till Tokugawa Hidetada och i tredje led son till Tokugawa Ieyasu. 
Vid Ietsunas födelse hade hans fader nyss slagit ner den blodiga Shimabara-revolten (1637). Detta kväste de hot som fanns kvar mot shogunatet, men tiderna var ändå osäkra. Ietsuna var ett skört barn och bar med sin ohälsa genom hela livet. Mycket mer är inte känt om Ietsunas uppväxt.
Han efterträdde sin fader vid 10 års ålder med stöd av sin avlidne faders följe, bland annat sin halvbroder Hoshina Masayuki ((保科正之), Sakai Tadakatsu, Sakai Tadakiyo och Inaba Masanori. Även sedan Ietsuna blivit vuxen 1663 fortsatte han att lita till sina rådgivare från barnaåren. Han led hela livet av dålig hälsa.
Under tillträdesåret som shogun 1651 slog Ietsuna ned det så kallade Keianupproret, organiserat av ett antal ronin ledda av Yui Shōsetsu (由井正雪) och Marubashi Chūya (丸橋忠弥).
Ietsuna förbjöd översättningar av utländska verk, tillsammans med inhemska texter om regeringsmakten och Edo-moralen. Under hans shogunat uppmuntrades däremot studierna av Konfucius.
Under Ietsunas regeringstid inträffade den stora Meireki-branden. Det var den 2 mars 1657 som nästan tre fjärdedelar förstördes av Edo, som på den tiden var huvudstad för shogunatet. Branden skördade mer än 100000 människooffer och det tog drygt två år att bygga upp staden igen.
Ietsuna avled 1680 vid 39 års ålder utan att lämna några barn efter sig. Han efterträddes av sin broder Tokugawa Tsunayoshi och begravdes i Kan’ei-ji-templet och förärades det postuma namnet Gen’yūin (厳有院).
Ietsunas regeringstid har beskrivits som en övergångsfas mellan shogunatets tidiga krigiska år och en lugn och fredlig mellanperiod.

## Perioderna i Ietsunas shogunat
Shogunernas regeringstid brukar indelas i perioder eller eror (nengō). Detta ger en förklaring till varför det heter Keian-upproret och Meireki-branden.
- ‘‘Keian’‘   (1648–1652)
- ‘‘Jōō ’‘ (1652–1655)
- ‘‘Meireki’‘ (1655–1658)
- ‘‘Manji’‘ (1658–1661)
- ‘‘Kanbun’‘ (1661–1673)
- ‘‘Enpō’‘ (1673–1681)